# Neotrichura dukenfieldia
Neotrichura dukenfieldia är en fjärilsart som beskrevs av William Schaus 1897. Neotrichura dukenfieldia ingår i släktet Neotrichura och familjen björnspinnare. Inga underarter finns listade i Catalogue of Life.